# Where Do You Go To (My Lovely)?
Where Do You Go To (My Lovely)? è una canzone del 1969, composta da Peter Sarstedt. Nello stesso anno fu la hit parade nella classifica Official Singles Chart per ben sei settimane e ricevette il Ivor Novello Award assieme a Space Oddity di David Bowie.
La sua registrazione è stata effettuata da Ray Singer e realizzato da John Mackswith ai Lansdowne Recording Studios.
Negli Stati Uniti, ha raggiunto la posizione 61 del Cash Box Top 100 Singles e la 70 della Billboard Hot 100 nel maggio dello stesso anno. La musica è la melodia di un finto valzer europeo.
Nel 2007, la canzone è stata scelta come colonna sonora del cortometraggio Hotel Chevalier di Wes Anderson, prologo del film del medesimo regista Il treno per il Darjeeling (The Darjeeling Limited), nel quale la canzone è una delle tante tracce.
Nel 2015 la canzone è stata inserita nello spettacolo teatrale della Compagnia Punta Corsara "Hamlet travestie" di Emanuele Valenti e Gianni Vastarella. 

## Testo
La canzone parla di una ragazza che si chiama Marie-Claire che viene dai quartieri poveri di Napoli. Ella cresce, e diventa un membro del jet set di Parigi, città dove si trova poi a vivere. Le parole la descrivono dal punto di vista di un amico d'infanzia e non è chiaro se i due siano rimasti o meno in contatto. Il titolo tende a suggerire che il suo stile di vita glamour non farà la sua fortuna.
Sarstedt non è francese, ma la canzone potrebbe aver beneficiato della consapevolezza contemporanea in Gran Bretagna di cantanti come Serge Gainsbourg e Jacques Brel.
La canzone contiene numerosi riferimenti:
- Marlene Dietrich: attrice tedesca e cantante
- Zizi Jeanmaire: ballerina francese
- Pierre Balmain: costumista francese d'alta moda
- Boulevard Saint-Michel: strada del Quartiere latino
- The Rolling Stones: famoso gruppo rock and roll inglese
- Sacha Distel: cantante francese
- Sorbona: università di Parigi
- Picasso: pittore d'arte moderna spagnolo che ha vissuto a Parigi
- Juan-les-Pins: resort in una spiaggia della Costa Azzurra
- Sankt Moritz: rinomata stazione sciistica nelle Alpi svizzere
- Napoleon brandy: tipo di brandy particolarmente invecchiato e rinomato
- Aga Khan: leader musulmano e proprietario di cavalli da corsa

Ne esiste anche una versione più lunga (5.20 minuti anziché 4.42) che sono stati esclusi dalla versione ufficiale per la radio a causa del linguaggio discutibile.

## Ispirazione
Si sospetta che il nome Marie-Claire sia ispirato alla rivista francese Marie Claire, settimanale di moda per donne pubblicato la prima volta nel 1937. La canzone è stata scritta a Copenaghen.

## Cover
La cover della canzone è stata realizzata da Right Said Fred, e la loro versione è entrata in classifica in Germania nel 2006 (non è presente il verso finale cruciale in cui si rivelano le origini di Marie Claire). Heroine Welfare anche riguardato la canzone quando hanno contribuito alla compilation NME Ruby Trax. Il musicista finlandese rock Hector (Heikki Harma) ha registrato la canzone con il nome Kuningatar (The Queen) con testi finlandesi, con i riferimenti del settore top model, che implica Marie-Claire è una top model risorta dalle stalle alle stelle. È stata una canzone preferita di Nikki Sudden, e il suo amico Dave Kusworth ha registrato per un album uscito nel 2007 - la sua versione appare sulla Reclaim Bedlam, un CD gratuito orgoglio Mad uscito con il tema 100 anni di notizie Mente Southwark nel mese di aprile 2007. La canzone è stata anche interpretata Sandra McCracken e inserita nel suo album del 2004 Best Laid Plans.
Nel 1997 Sarstedt registrato un sequel, L'ultimo dei Breed (Lovely 2) sul suo CD England's Lane. Questo riprende la storia di Marie Claire vent'anni dopo, quando lei vive a Londra. E nomina più persone e luoghi, tra cui Belgravia, Ballets Russes, Città del Capo, Claridge, Gstaad, John Galliano, Harrods, Gerusalemme, Long Island, Milano, Rudolf Nureyev, Palm Beach, Rio de Janeiro, e Isabella Rossellini.